# Вівсянка сріблистоголова
Вівсянка сріблистоголова (Emberiza stewarti) — вид горобцеподібних птахів родини вівсянкових (Emberizidae).

## Поширення
Вид поширений в Центральній Азії. Трапляється в Афганістані, Індії, Ірані, Казахстані, Киргизстані, Непалі, Пакистані, Таджикистані, Туркменістані та Узбекистані. Його природні місця проживання — бореальні ліси, бореальні чагарники та помірні луки.